# Romeo Van Dessel
Romeo Van Dessel (Rumst, 9 april 1989) is een Belgisch voormalig voetballer. Hij speelde met KV Mechelen twee seizoenen in de Jupiler Pro League en één seizoen als huurling bij Royal Antwerp FC op het tweede niveau. Hij zette zijn carrière voort bij FCV Dender EH en Berchem Sport.

## Statistieken
| Seizoen         | Club            | Competitie         | Competitie | Competitie | Play-offs | Play-offs | Beker | Beker | Totaal | Totaal |
| Seizoen         | Club            | Competitie         | Wed.       | Dlp.       | Wed.      | Dlp.      | Wed.  | Dlp.  | Wed.   | Dlp.   |
| --------------- | --------------- | ------------------ | ---------- | ---------- | --------- | --------- | ----- | ----- | ------ | ------ |
| 2008/09         | KV Mechelen     | Jupiler Pro League | 9          | 1          | nvt       | nvt       | 3     | 0     | 12     | 1      |
| 2009/10         | KV Mechelen     | Jupiler Pro League | 11         | 2          | 1         | 0         | 2     | 0     | 14     | 2      |
| 2010/11         | KV Mechelen     | Jupiler Pro League | 2          | 0          | 0         | 0         | 1     | 0     | 3      | 0      |
| 2011/12         | → Antwerp FC    | Tweede klasse      | 24         | 0          | 0         | 0         | 1     | 0     | 25     | 0      |
| 2012/13         | Dender EH       | Derde klasse       | 33         | 6          | 0         | 0         | 0     | 0     | 33     | 6      |
| 2013/14         | Berchem Sport   | Derde klasse       | 21         | 8          | 0         | 0         | 0     | 0     | 21     | 8      |
| 2014/15         | Berchem Sport   | Derde klasse       | 1          | 0          | 0         | 0         | 0     | 0     | 1      | 0      |
| 2015/16         | Berchem Sport   | Derde klasse       | 13         | 1          | 0         | 0         | 0     | 0     | 13     | 1      |
| 2016/17         | Berchem Sport   | Derde klasse       | 0          | 0          | 0         | 0         | 0     | 0     | 0      | 0      |
| Carrière totaal | Carrière totaal | Carrière totaal    | 114        | 18         | 1         | 0         | 7     | 0     | 122    | 18     |